# 凯莱-克莱因模型

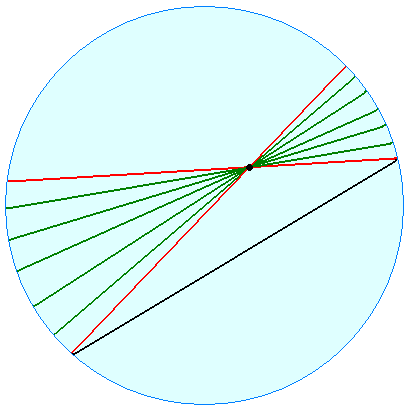
双曲平面射影模型中的直线。红线之间的绿线都平行于黑线。

几何中，凯勒-克莱因模型（Cayley–Klein model），也称为射影模型（projective model）、克莱因圆盘模型（Klein disk model）或贝尔特拉米-克莱因模型（Beltrami–Klein model），是 n-维双曲几何的一个模型，其中点由 n-维单位球（二维时或称单位圆盘）中的点表示，直线由端点位于边界球面的直线段（即弦）表示。此模型最先出现于贝尔特拉米1868年的两篇论文中，首先是 n = 2 然后是一般的 n，用于证明双曲几何与通常欧几里得几何的等相容性。
距离公式最先由阿瑟·凯莱在射影和球面几何的情形下写出。菲利克斯·克莱因意识到它对非欧几里得几何的重要性并普及了这个论题。

## 距离公式
阿瑟·凯莱使用射影几何中的交比衡量球面几何中的距离和角度。随后，菲利克斯·克莱因意识到凯莱的想法给出了非欧几里得平面的一个射影模型。给定开单位球中两个不同点 p 和 q，连接它们的惟一直线与单位球面相交 a b 两点，使得 a, p, q, b 顺次排列。则 p 与 q 之间的双曲距离为：
{\displaystyle d(p,q)={\frac {1}{2}}\log {\frac {|qa||bp|}{|pa||bq|}},}
这里竖线表示欧几里得距离。因子 1/2 使得曲率为 −1。

## 与双曲面模型的关系
双曲面模型是双曲几何在 n+1 维闵可夫斯基空间上的一个模型。闵可夫斯基内积由
{\displaystyle \mathbf {x} \cdot \mathbf {y} =x_{0}y_{0}-x_{1}y_{1}-\cdots -x_{n}y_{n}}
给出，范数为 {\displaystyle \|\mathbf {x} \|={\sqrt {\mathbf {x} \cdot \mathbf {x} }}}。双曲空间嵌入此空间作为向量 x 满足||x|| = 1 且 x0（类时分量）为正。点 u 与 v 的内蕴距离（作为嵌入）为： 
{\displaystyle d(\mathbf {u} ,\mathbf {v} )=\cosh ^{-1}(\mathbf {u} \cdot \mathbf {v} ).}
这也可以写成齐次形式
{\displaystyle d(\mathbf {u} ,\mathbf {v} )=\cosh ^{-1}\left({\frac {\mathbf {u} }{\|\mathbf {u} \|}}\cdot {\frac {\mathbf {v} }{\|\mathbf {v} \|}}\right).}
这使我们可以按任意要求缩放向量。
凯莱-克莱因模型是由双曲模型缩放所有向量使得类时分量变成 1 得到的。这就是将嵌入双曲面通过原点投影到平面 x0 = 1。次映射将双曲面映为一个半径 1 球体，球的边界球面对应于双曲面的共性无穷远。距离函数，在齐次形式下不变。因为双曲面模型的内蕴直线（测地线）是通过闵可夫斯基原点的平面的交集，故凯莱-克莱因模型的内蕴直线是球面的弦。

## 与庞加莱圆盘模型的关系
庞加莱圆盘模型与凯莱-克莱因模型都是 n-维双曲空间在 Rn 中 n-维单位球上的模型。如果 {\displaystyle u} 是表示庞加莱圆盘模型中一点的范数小于 1 的一个向量，则凯莱-克莱因模型中相应的点为
{\displaystyle s={\frac {2u}{1+u\cdot u}}.}
反之，从一个表示凯莱-克莱因模型中一点的范数小于 1 的一个向量 {\displaystyle s}，庞加莱圆盘模型中对应点是
{\displaystyle u={\frac {s}{1+{\sqrt {1-s\cdot s}}}}={\frac {(1-{\sqrt {1-s\cdot s}})s}{s\cdot s}}.}
给定单位圆盘的边界上两点，它们习惯上称为理想点，在凯莱-克莱因模型中连接它们的直线是它们之间的弦，但在对应的庞加莱圆盘模型中是位于两个边界点向量生成的二维子空间中过这两个点的一条正交于圆盘边界的圆弧。这两个模型通过从圆盘的中心的出发一个投影联系起来；由中心出发过一个模型中的一条直线上一点的一条射线经过另一个模型中的对应直线上的对应点。